# Jota Piscium
Jota Piscium (ι Piscium, förkortat Jota Psc, ι Psc), som är stjärnans Bayerbeteckning, är en stjärna belägen i västra delen av stjärnbilden Fiskarna. Den har en skenbar magnitud på 4,13 och är svagt synlig för blotta ögat. Den befinner sig på ett avstånd av ca 45 ljusår  (ca 13,7 parsek) från solen.

## Egenskaper
Jota Piscium är en stjärna i huvudserien av typ F av med spektralklass F7V, vilket betyder att den är något större och ljusare än solen, men fortfarande inom ett intervall som anses ha potential för att kunna hysa jordliknande planeter. Den har en yttemperatur på ca 6 000 till 7 500 K. 
Jota Piscium är misstänkt för att vara en variabel stjärna, och en gång trodde man att den hade en eller två följeslagare, men båda är åtskilda längs siktlinjen från jorden.